# جبنة خوا
خوا أو خويا، منتج من منتجات الألبان المستخدمة على نطاق واسع في مطبخ جنوب آسيا خاصة في المطبخ الهندي والمطبخ النيبالي والمطبخ البنغلاديشي والمطبخ الباكستاني. تصنع إما من حليب كامل الدسم أو الحليب المكثف وذلك بتسخينه في وعاء حديدي مفتوح. نسبة الرطوبة في هذه الجبنة أقل من بعض الأجبان الطازجة كجبن ريكوتا.

## التحضير

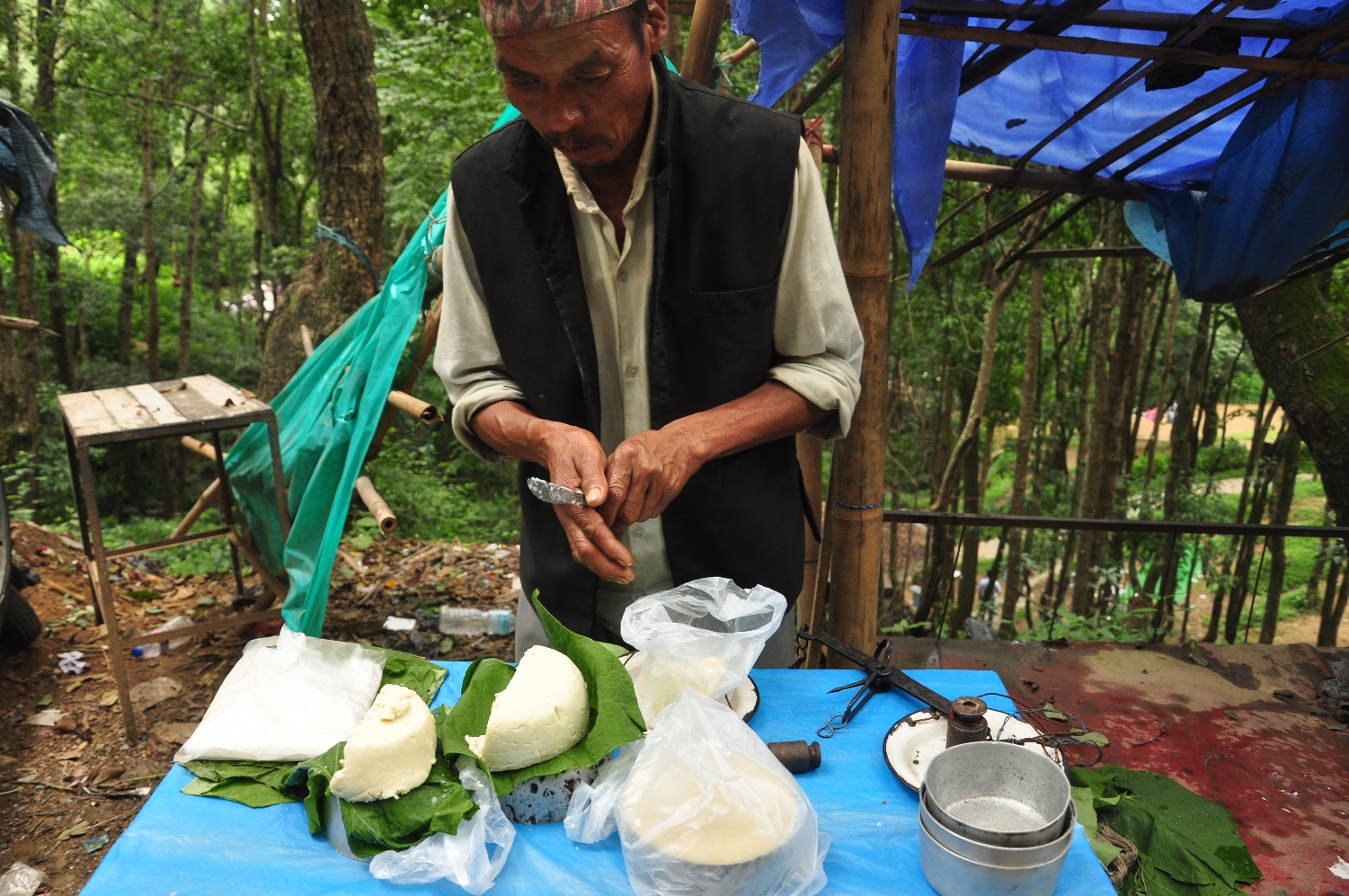
تاجر خوا في نيبال

تصنع جبنة الخوا من حليب البقر وحليب جاموس الماء، وتكون عادةً بيضاء أو ذات لون أصفر شاحب. يتم تحضيرها في الشتاء وتحفظ لاستهلاكها في فصل الصيف، وقد تتطلب وجود بعض العفن الأخضر لإنضاجها. 
تصنع الخوا بغلي الحليب كامل الدسم في وعاء حديدي لعدة ساعات فوق نار هادئة. يتبخر المحتوى المائي تدريجياً تاركاً المواد الصلبة متخثرة في الحليب. وتكون درجة الحرارة المثالية للصنع لتجنّب احتراق الحليب حوالي 80 درجة مئوية
ثمة طريقة أخرى أسرع وهي إضافة مسحوق الحليب كامل الدسم إلى الحليب منزوع الدسم وخلطهما ثم التسخين حتى يصبح الخليط سميكاً.